# Odörtsplattmal
Odörtsplattmal (Agonopterix alstromeriana) är en fjärilsart som först beskrevs av Carl Alexander Clerck 1759.  Odörtsplattmal ingår i släktet Agonopterix. Enligt Dyntaxa ingår Agonopterix i familjen plattmalar, Depressariidae, men enligt Catalogue of Life är tillhörigheten istället familjen praktmalar, (Oecophoridae). Enligt den svenska rödlistan är arten nära hotad i Sverige. Arten förekommer tämligen sällsynt från Skåne till Gästrikland. I övriga Norden finns den i Danmark, södra Norge och södra Finland. Artens livsmiljö är ängs- och ruderatmarker.